# 飛天 (宇宙服)

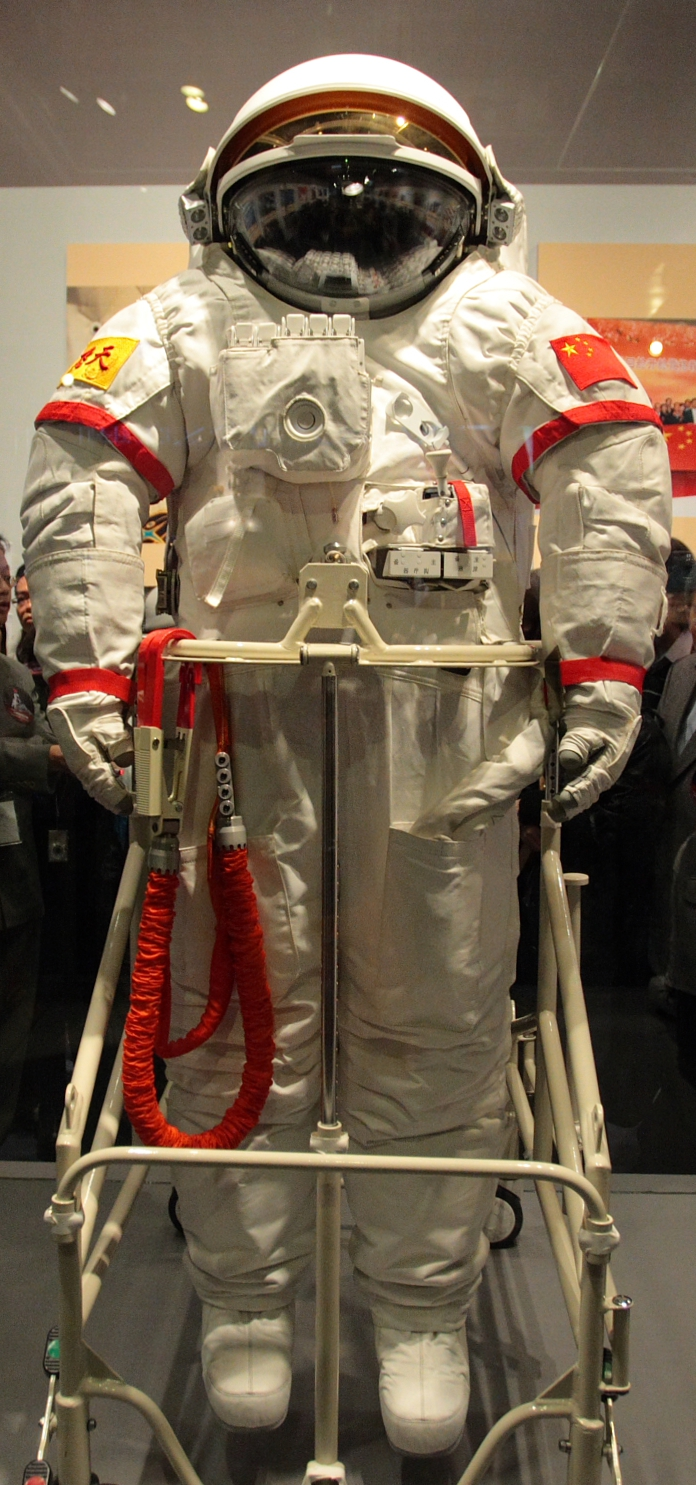
飛天宇宙服

飛天（ひてん、拼音: Fēitiān フェイティエン、簡: 飞天舱外航天服）は神舟7号のため開発された中国の宇宙服。2008年9月27日、宇宙飛行士の翟志剛が飛天を着用し、中国初の宇宙遊泳を行った。

## 特徴
飛天は2004年7月にプロジェクトが正式にスタートし、2008年初頭に実用段階に入った。製造費は約3000万元（約4億8000万円）で、重量は120 kg。
本体は白色で、胴体部分は厚さ1.5ミリのアルミニウム合金で作られている。宇宙服の構造は内側から、特殊な静電気防止処理を施した綿の快適層、ゴム製の予備気密層、複合継ぎ目構造からなる主気密層、ポリエステル製の制限層、熱反射で断熱を実現した断熱層、最上部の外部防護層、という6層構造をしている。宇宙服の表層の防護材料はプラスマイナス100度以上の温度変化に耐えられ、宇宙服自体は120キロパスカルの圧力に耐えられる。また4時間の船外活動に耐える性能を持っている。
服の手足部分についた調節ベルトを使用することで、身長160-180センチまでの人が着用可能。

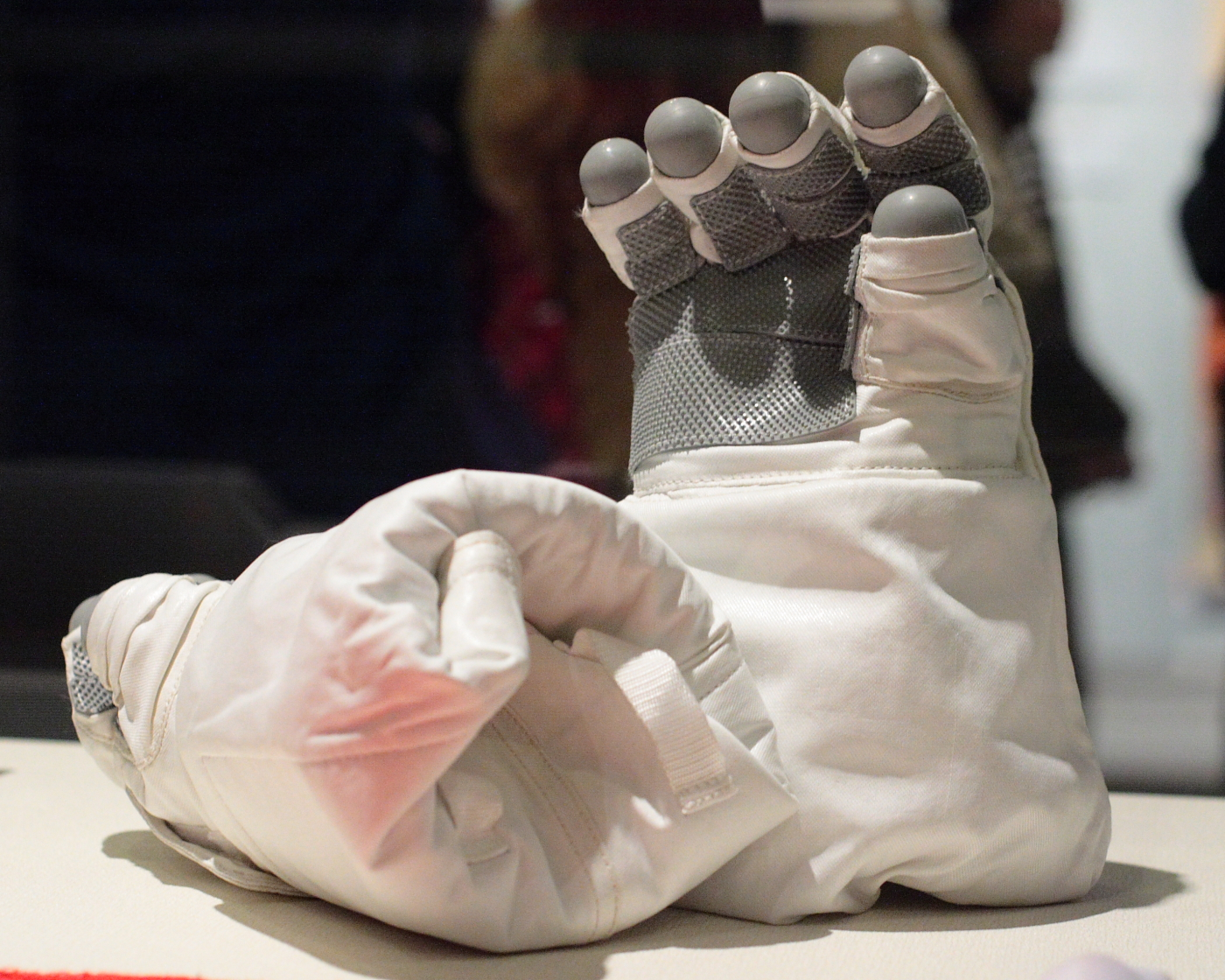
中国初のEVAに使用されたグローブ。香港太空館で撮影

米ロの宇宙服は繰り返し利用が可能だが、飛天は帰還船に積載できる貨物量の制限から、ミッションが終了すると軌道モジュールと共に大気圏再突入して廃棄された。ただし手袋だけは地球に持ち帰られた。

## 飛天と海鷹
2004年4月に中国はロシアから「海鷹」船外服(オーラン宇宙服)3着、低圧訓練用の船外服2着、水槽訓練用の船外服4着、宇宙船搭載ドッキングシステムを導入する契約を結んでおり、その中の飛行用・低圧訓練用の宇宙服の電力供給と通信などの設備は中国側の協力によって研究・製造された。神舟7号ミッションでは中国製の「飛天」とロシア製の「海鷹」が両方使用され、翟志剛が宇宙遊泳を行っている間、海鷹を着た劉伯明は緊急時に備えてエアロック場所に待機していた。